# 양파 무비
《양파 무비》(영어: The Onion Movie)는 2008년 개봉한 제임스 클레이너 감독의 미국 코미디 영화이다.

## 캐스팅
- 렌 카리오 - 놈 아쳐 역
- 라리사 라스킨 - 다나 도브스 역
- 스콧 클레이스 - 킵 켄달 역
- 스티븐 시걸 - 칵 펀처 역
- 사라 맥엘리곳 - 멜리사 체리 역
- 브렌단 플레처 - 팀, 백흑인 역
- 리처드 팬시 - 케네스 가버 역
- 머피 던 - 레이몬드 마르쿠스 역
- 알렉스 솔로위츠 - 더 마세스 역
- 폴 시어 - 더크 역, 베이츠 컴퓨터 판매원 역
- 닉 친런드 - 브라이스 밴드 역
- 짐 래시 - 브라이스의 매니저 역
- 제드 리스 - 위자드 프로테우스 역
- 그레그 피츠 - 위자드 드래곤마스터 역
- 그레그 사이프스 - 히피 외교관 역
- 예브게니 라자레프 - 슬로베세빅 역
- 애덤 그레고 - 비라코 역
- 아메드 아메드 - 아메드 역
- 케빈 페더라인 - 롤리팝 러브 댄서 역
- 로버트 호프먼 - 롤리팝 러브 댄서 역
- 젠 콘 - 요리 쇼 호스트 역
- 메러디스 백스터 - 요리 쇼 요리사 역
- 크리시 메츠 - 무거운 여자 역
- 에릭 스톨핸스크 - 프로듀서 역
- 마이클 볼튼 - 그 자신 역
- 로드니 데인저필드 - 그 자신 역
- 샐 로페즈와 제이 몬탤보 - 페루인들 역